# Gerhard Dilcher

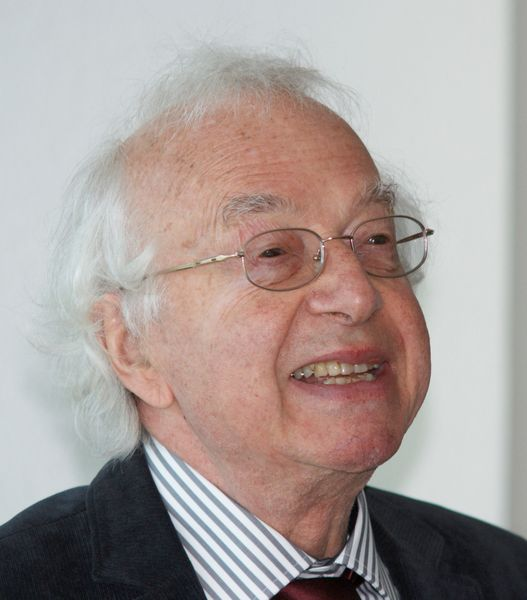
Gerhard Dilcher, aufgenommen von Werner Maleczek im Jahr 2011

Gerhard Dilcher (* 14. Februar 1932 in Schlüchtern; † 1. Juli 2024) war ein deutscher Rechtshistoriker. Er wurde 1962 Lehrstuhlinhaber an der Freien Universität Berlin und 1972 an der Universität Frankfurt am Main. Bis 1998 lehrte Dilcher als Professor für Deutsche Rechtsgeschichte, Kirchenrecht und Zivilrecht an der Universität Frankfurt am Main. Grundlegend wurden seine Forschungen in der mittelalterlichen Rechtsgeschichte und der Geschichte der Rechtswissenschaft.

## Leben und Wirken
Gerhard Dilcher, Sohn von Inge Dilcher, geborene Hassenstein, und des promovierten Fritz Dilcher, studierte von 1950 bis 1955 Rechtswissenschaft an der Universität Frankfurt am Main und legte das erste juristische Staatsexamen ab. In Frankfurt wurde er 1960 promoviert mit einer von Adalbert Erler betreuten Arbeit zum Thema Paarformeln in der Rechtssprache des frühen Mittelalters. Er war anschließend mehrere Jahre Forschungsstipendiat am Deutschen Historischen Institut in Rom. Im Jahr 1966 erfolgte in Frankfurt die Habilitation für Deutsche Rechtsgeschichte und Bürgerliches Recht mit einer rechtsgeschichtlichen Arbeit über die italienischen Stadtkommunen des Mittelalters. Von 1967 bis 1972 lehrte er als Professor für deutsche Rechtsgeschichte und Bürgerliches Recht an der Freien Universität Berlin.
Von 1972 bis zu seiner Emeritierung 1998 war er ordentlicher Professor für Deutsche Rechtsgeschichte, Kirchenrecht und Zivilrecht an der Johann Wolfgang Goethe-Universität in Frankfurt am Main. In den Jahren 1986 und 1996 war Dilcher an der University of Florida, 1998 an der Universität Tokyo Gastprofessor. Von 1999 bis 2004 hatte er eine Gastprofessur an der Universität Trient inne; dort hat er 2006, 2007 und 2009 zusammen mit Diego Quaglioni drei internationale Tagungen zur Geschichte des Öffentlichen Rechts veranstaltet. Danach lehrte er dort in der Scuola del Dottorato. Von 2007 bis 2017 war er Mitglied und Vorsitzender des Beirats des Exzellenzclusters „Religion und Politik“ an der Universität Münster. Dilcher war ab 2007 korrespondierendes Mitglied der Akademie der Wissenschaften zu Göttingen. Er veröffentlichte auch zur Verfassungsgeschichte der Neuzeit und war von 1985 bis 1989 Vorsitzender der Vereinigung für Verfassungsgeschichte. Im Februar 2018 hat ihm die Universität Neapel Federico II den juristischen Ehrendoktortitel verliehen.
Dilchers Forschungsschwerpunkte waren die deutsche und europäische Rechtsgeschichte des Mittelalters und der Moderne, besonders die Geschichte der mittelalterlichen Stadtkommunen in Deutschland und Italien. Dilcher forschte in seinen letzten Jahren schwerpunktmäßig über Oralität, Rechtsgewohnheiten und Gesetzgebung der germanischen Völker im Frühmittelalter sowie über Staatsbildung und Entstehung des öffentlichen Rechts von der Stauferzeit bis zum 19. Jahrhundert. Außerdem erfolgte 2008 die Edition von Max Webers Dissertation Geschichte der Handelsgesellschaften nach südeuropäischen Quellen. Einen weiteren Schwerpunkt bildete die Geschichte der Rechtswissenschaft im 19. und 20. Jahrhundert.
Verheiratet war er seit 1961. Aus der Ehe gingen zwei Kinder hervor. Dilcher war evangelischer Konfession. Dilcher starb am 1. Juli 2024 im Alter von 92 Jahren.

## Schriften (Auswahl)
Schriftenverzeichnisse
- Albrecht Cordes, Joachim Rückert, Reiner Schulze (Hrsg.): Stadt – Gemeinde – Genossenschaft. Festschrift für Gerhard Dilcher zum 70. Geburtstag. Schmidt, Berlin 2003, ISBN 3-503-06163-0, S. 457–490.
- seit 2002/03 zusammengestellt von Melanie Reuter in: Susanne Lepsius, Reiner Schulze, Bernd Kannowski (Hrsg.): Recht – Geschichte – Geschichtsschreibung. Rechts- und Verfassungsgeschichte im deutsch-italienischen Diskurs (= Abhandlungen zur rechtswissenschaftlichen Grundlagenforschung. Münchener Universitätsschriften. Juristische Fakultät. Band 95). Schmidt, Berlin 2014, ISBN 3-503-13798-X, S. 269–275.

Aufsatzsammlungen
- Normen zwischen Oralität und Schriftkultur. Studien zum mittelalterlichen Rechtsbegriff und zum langobardischen Recht. Böhlau-Verlag, Köln u. a. 2008, ISBN 978-3-412-20120-3.

Monografien
- Die Germanisten und die Historische Rechtsschule. Bürgerliche Wissenschaft zwischen Romantik, Realismus und Rationalisierung (= Studien zur europäischen Rechtsgeschichte. Bd. 301). Vittorio Klostermann, Frankfurt am Main 2017, ISBN 3-465-04287-5.
- mit Karl S. Bader: Deutsche Rechtsgeschichte. Land und Stadt, Bürger und Bauer im Alten Europa. Springer, Berlin 1999, ISBN 3-540-66307-X.
- Bürgerrecht und Stadtverfassung im europäischen Mittelalter. Böhlau, Köln u. a. 1996, ISBN 3-412-02696-4.
- Die Entstehung der lombardischen Stadtkommune. Eine rechtsgeschichtliche Untersuchung (= Untersuchungen zur deutschen Staats- und Rechtsgeschichte. Neue Folge, Band 7). Scientia-Verlag, Aalen 1967 (teilweise zugleich: Frankfurt am Main, Universität, Habilitations-Schrift, 1965–1966).
- Paarformeln in der Rechtssprache des frühen Mittelalters. Frotscher, Darmstadt 1961 (Frankfurt am Main, Universität, Dissertation, 1960) (online).

Herausgeberschaften
- mit Susanne Lepsius: Max Weber: Zur Geschichte der Handelsgesellschaften im Mittelalter. Schriften 1889–1894 (= Max Weber. Gesamtausgabe. Abteilung 1, Bd. 1). Mohr Siebeck, Tübingen 2008, ISBN 978-3-16-149494-9.
- mit Eva-Marie Distler: Leges – Gentes – Regna. Zur Rolle der germanischen Rechtsgewohnheiten und lateinischer Schrifttradition bei der Ausbildung der frühmittelalterlichen Rechtskultur. Schmidt, Berlin 2006, ISBN 3-503-07973-4.